# Babeau-Bouldoux
Babeau-Bouldoux es una población y comuna francesa, situada en la región de Occitania, departamento de Hérault, en el distrito de Béziers y cantón de Saint-Pons-de-Thomières.

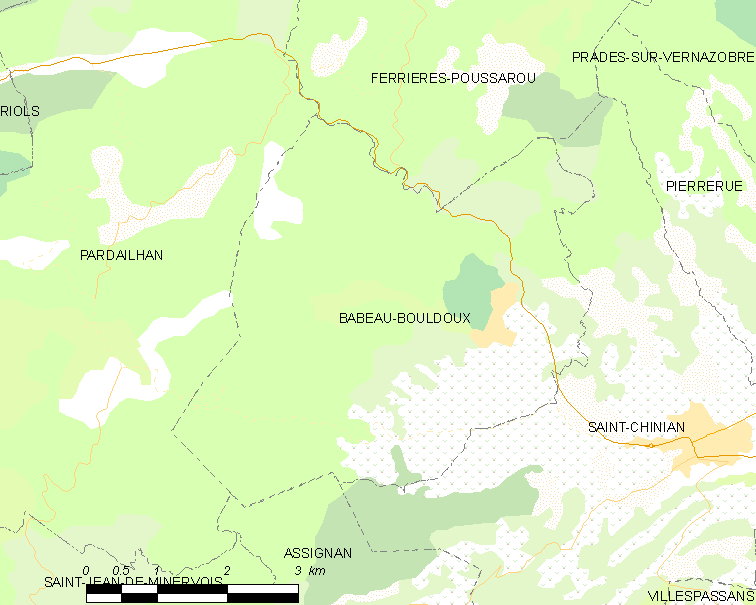
Mapa

## Demografía
| 346 | 321 | 242 | 249 | 249 | 243 |
| Para los censos de 1962 a 1999 la población legal corresponde a la población sin duplicidades (Fuente: INSEE [Consultar]) |     |     |     |     |     |